# Mali američki kesten
Mali američki kesten (činkvepin, lat. Castanea pumila) jedna je od nekoliko vrsta američkog kestena raširnog po jugu i jugoistoku SAD–a. To je grm ili manje drvo koje naraste od 2 do 8 metara visine.
Kod Powhatan Indijanaca od njegodvog ploda nanizanog na jelenje tetive izrađivali su ogrlice, a plod je korišten i u prehrani

## Sinonimi
- Castanea alnifolia Nutt., patuljasti američki kesten
- Castanea alnifolia subsp. floridana (Sarg.) A.E.Murray
- Castanea alnifolia var. floridana Sarg.
- Castanea alnifolia var. pubescens Nutt.
- Castanea chincapin K.Koch
- Castanea floridana (Sarg.) Ashe
- Castanea floridana var. angustifolia (Ashe) Ashe
- Castanea floridana var. arcuata (Ashe) Ashe
- Castanea floridana var. margaretta (Ashe) Ashe
- Castanea margaretta (Ashe) Ashe
- Castanea margaretta var. angustifolia Ashe
- Castanea margaretta var. arcuata Ashe
- Castanea nana Muhl.
- Castanea paucispina Ashe
- Castanea pumila subsp. ashei (Sudw.) A.E.Murray
- Castanea pumila var. ashei Sudw.
- Castanea pumila var. margaretta Ashe
- Castanea pumila var. nana (Muhl.) A.DC.
- Fagus nana Du Roi ex Steud.
- Fagus pumila L.